# Luca Cadalora
Luca Cadalora (ur. 17 maja 1963 roku w Modenie) – włoski motocyklista.

## Kariera

### 125 cm³
W Motocyklowych Mistrzostwach Świata Cadalora zadebiutował w 1984, w najniższej klasie 125 cm³. Startując na motocyklu MBA, czterokrotnie sięgał po punkty. Podczas GP Holandii po raz pierwszy w karierze stanął na podium. Zajął wówczas drugą pozycję. Ostatecznie w klasyfikacji końcowej zajął 8. pozycję.
W kolejnym sezonie wziął udział w sześciu wyścigach. Już w pierwszej rundzie (o GP Hiszpanii) sięgnął po pole position. Dalsza część sezonu nie ułożyła się jednak po myśli Włocha, który na punktowanej pozycji dojechał tylko w Holandii (zajął tam siódmą pozycję).
Rok 1986 był ostatnim dla Cadalory w tej kategorii. Dosiadając maszynę Garelli, Włoch po raz pierwszy w karierze został mistrzem świata, stając w 8 z 11 wyścigów na podium. Po pole position sięgał pięciokrotnie i tylko w GP Belgii nie wykorzystał go do zwycięstwa (rundy tej nie ukończył). Jego najgroźniejszym rywalem okazał się rodak Fausto Gresini.

### 250 cm³
Po ubiegłorocznym sukcesie Cadalora awansował do średniej klasy 250 cm³, przesiadając się na motocykl Yamahy. Włoch już w drugim wyścigu (o GP Hiszpanii) sięgnął po pole position. W wyścigu musiał uznać jednak wyższość Niemca Martina Wimmera, zajmując drugą pozycję. Sytuacja powtórzyła się również podczas GP Szwecji i San Marino, gdzie lepsi okazali się z kolei inny Niemiec Anton Mang i rodak Cadalory Loris Reggiani. Podczas GP Austrii Cadalora doznał kontuzji, która wykluczyła go z kolejnej rundy w Jugosławii. Zdobyte punkty sklasyfikowały go na 7. pozycji.
W kolejnym sezonie Cadalora uzyskał dwukrotnie większą liczba punktów, aniżeli w debiucie. Podczas GP Niemiec odniósł swoje pierwsze zwycięstwo w tej klasie. Sukces powtórzył na torze w Wielkiej Brytanii. Zmagania zakończył oczko wyżej, na 6. miejscu.
Rok 1989 rozpoczął od czterokrotnej wizyty na podium, która zakończyła się zwycięstwem na torze w Hiszpanii (startował z pole position). W kolejnych ośmiu wyścigach Cadalora nie spisywał się jednak tak dobrze, dojeżdżając do mety w zaledwie trzech wyścigach. W efekcie Cadalora spadł w klasyfikacji generalnej. W kończącym sezon GP Brazylii Włoch odniósł czwarte zwycięstwo w karierze, dzięki czemu rywalizację ukończył na 5. miejscu.
Kolejny sezon startów rozpoczął od zwycięstwa na torze w Japonii. Kolejne zwycięstwa odniósł podczas GP Austrii i Wielkiej Brytanii. Na podium stawał łącznie siedem razy, dzięki czemu długo liczył się w walce o tytuł mistrzowski. Ostatecznie zmagania zakończy jako trzeci.
W latach 1991-1992 Cadalora, mając do dyspozycji maszynę Hondy, zdominował rywalizację w średniej kategorii, wygrywając odpowiednio osiem i siedem wyścigów w przeciągu piętnastu eliminacji. Po pierwsze pole startowe sięgał łącznie sześciokrotnie, natomiast na podium meldował się dwadzieścia jeden razy.

### 500 cm³
Pierwszym wyścigiem dla Cadalory w najwyższej kategorii było GP Wielkiej Brytanii w roku 1989. Włoch, startując na maszynie spod znaku trzech skrzyżowanych kamertonów, zajął wówczas wysokie ósme miejsce.
Pierwszy pełny sezon startów w tej klasie zaliczył cztery lata później, po zdominowaniu średniej kategorii. Był partnerem aktualnego wówczas mistrza świata Wayne'a Raineya oraz Kenny'ego Robertsa Jr. Ponownie dosiadał Yamahy, a podczas inauguracyjnego wyścigu o GP Australii również został sklasyfikowany na ósmej pozycji. Jego wyniki wyraźnie poprawiły się pod koniec sezonu, kiedy to czterokrotnie stanął na podium. Podczas GP Wielkiej Brytanii po raz pierwszy w karierze zwyciężył. Sukces powtórzył na torze we Włoszech, gdzie dzień wcześniej uzyskał pole position. Zdobyte punkty sklasyfikowały go na solidnej 5. pozycji.
Sezon 1994 był najlepszy w karierze Cadalory, który musiał uznać wyższość tylko dominującego Australijczyka Micka Doohana, do którego stracił ponad sto punktów. Został wicemistrzem świata pomimo absencji na torze w Niemczech (o dwa punkty wyprzedził Johna Kocińskiego). W pierwszej trójce znalazł się sześciokrotnie, z czego dwukrotnie na najwyższym stopniu (w GP USA i Europy).
W roku 1995 został sklasyfikowany na 3. pozycji. Ponownie osiągnął sześć miejsc na podium oraz dwa zwycięstwa, tym razem na torze w Czechach i Brazylii. W tym sezonie uzyskał również rekordową w swojej karierze sumę punktów.
W kolejnym sezonie Cadalora przesiadł się na maszynę Hondy, podpisując kontrakt z ekipą Kanemoto. Włoch rywalizację rozpoczął od zwycięstwa na torze Sepang w Malezji. Po raz pierwszy Cadalora został liderem klasyfikacji generalnej w najwyższej kategorii. Po kolejnej rundzie Włoch stracił jednak prowadzenie, na rzecz przyszłego czempiona Doohana. Na podium meldował się jeszcze trzykrotnie, w tym po raz drugi w sezonie na najwyższym stopniu. Wyścig w Niemczech był jednak ostatnim dla Cadalory na pierwszym miejscu. Ostatecznie po raz drugi z rzędu zmagania zakończył na 3. lokacie.
Rok 1997 był ostatnim w pełnym wymiarze dla Cadalory. Włoch związał się z mającą problemy finansowe ekipą Promotor, która po trzech rundach została przekształcona w Red Bull Yamaha WCM, w związku z podpisaniem kontraktu sponsorskiego. Już pod nową nazwą Cadalora czterokrotnie stanął na podium, ostatni raz w wyścigu o GP Czech. Po tym sezonie ekipa wycofała się ze sportu, razem z Włochem.
W sezonie 1998 zastąpił w dwóch rundach kontuzjowanego Francuza Jeana-Michela Bayle'a, w zespole byłego zespołowego partnera Wayne'a Raineya. W GP Francji dojechał na szóstym miejscu. Podczas GP Holandii wystartował na motocyklu Suzuki. Wyścigu jednak nie udało mu się ukończyć. Pod koniec sezonu podjął pracę z zespołem MuZ Weber, pomagając im w przygotowaniu motocykli do startów w Grand Prix. Ostatecznie wystartował w kończącej rywalizację GP Argentyny. Nie udało mu się jednak dojechać do mety.
W 1999 roku wystartował łącznie w ośmiu rundach z tym zespołem. Udało mu się ukończyć zaledwie dwa wyścigi, zajmując w nich ósme (w GP Hiszpanii) i dziesiąte miejsce (w GP Włoch).
W roku 2000 po raz ostatni pojawił się na starcie mistrzostw świata. Wziął udział w dwóch rundach o GP Wielkiej Brytanii i Niemiec, dosiadając motocyklu KR3 w zespole Roberts Modenas. Oba wyścigi zakończył w drugiej dziesiątce. Po tym sezonie oficjalnie ogłosił zakończenie kariery.

## Statystyki liczbowe
| Year | Class   | Team                | Machine       | 1       | 2       | 3       | 4       | 5      | 6       | 7       | 8       | 9       | 10      | 11      | 12     | 13      | 14      | 15      | 16    | Points | Rank | Wins |
| ---- | ------- | ------------------- | ------------- | ------- | ------- | ------- | ------- | ------ | ------- | ------- | ------- | ------- | ------- | ------- | ------ | ------- | ------- | ------- | ----- | ------ | ---- | ---- |
| 1984 | 125 cm³ | ELIT MBA            | MBA 125       | NAT 5   | ESP NC  | GER 2   | FRA 12  | NED NC | GBR 6   | SWE NC  | RSM 7   |         |         |         |        |         |         |         |       | 27     | 8    | 0    |
| 1985 | 125 cm³ | Team Italia MBA     | MBA 125       | ESP NC  | GER NC  | NAT DNF | AUT 30  | NED 7  | BEL -   | FRA -   | GBR 11  | SWE -   | RSM -   |         |        |         |         |         |       | 4      | 17   | 0    |
| 1986 | 125 cm³ | Team Italia Garelli | Garelli 125   | ESP 4   | NAT 4   | GER 1   | AUT 1   | NED 1  | BEL NC  | FRA 1   | GBR 3   | SWE 2   | RSM 2   | BWU 2   |        |         |         |         |       | 122    | 1    | 4    |
| 1987 | 250 cm³ | Marlboro Yamaha     | TZ250         | JPN 13  | ESP 2   | GER 5   | NAT 11  | AUT NC | YUG -   | NED 15  | FRA 15  | GBR NC  | SWE 2   | CZE 5   | RSM 2  | POR 9   | BRA 6   | ARG 4   |       | 63     | 7    | 0    |
| 1988 | 250 cm³ | Marlboro Yamaha     | TZ250         | JPN NC  | USA 6   | ESP 7   | EXP NC  | NAT 5  | GER 1   | AUT 7   | NED 4   | BEL 8   | YUG 5   | FRA 6   | GBR 1  | SWE NC  | CZE 3   | BRA DNF |       | 138    | 6    | 2    |
| 1989 | 250 cm³ | Marlboro Yamaha     | TZ250         | JPN 3   | AUS 3   | USA 3   | ESP 1   | NAT NC | GER 11  | AUT NC  | YUG DNF | NED NC  | BEL 5   | FRA 11  | GBR NC | SWE 5   | CZE 6   | BRA 1   |       | 127    | 5    | 2    |
| 1989 | 500 cm³ | Marlboro Yamaha     | Yamaha YZR500 | JPN -   | AUS -   | USA -   | ESP -   | NAT -  | GER -   | AUT -   | YUG -   | NED -   | BEL -   | FRA -   | GBR 8  | SWE -   | CZE -   | BRA -   |       | 8      | 26   | 0    |
| 1990 | 250 cm³ | Marlboro Yamaha     | TZ250         | JPN 1   | USA 2   | ESP 2   | NAT NC  | GER 10 | AUT 1   | YUG 4   | NED NC  | BEL NC  | FRA 2   | GBR 1   | SWE 4  | CZE 4   | HUN 4   | AUS 3   |       | 184    | 3    | 3    |
| 1991 | 250 cm³ | Rothmans Honda      | Honda NSR250  | JPN 1   | AUS 1   | USA 1   | ESP 2   | ITA 1  | GER 4   | AUT 5   | EUR 1   | NED 2   | FRA 5   | GBR 1   | RSM 1  | CZE 3   | VDM 3   | MAL 1   |       | 237    | 1    | 8    |
| 1992 | 250 cm³ | Rothmans Honda      | Honda NSR250  | JPN 1   | AUS 1   | MAL 1   | ESP 4   | ITA 1  | EUR 1   | GER 4   | NED 2   | HUN 1   | FRA 3   | GBR 4   | BRA 1  | RSA 6   |         |         |       | 203    | 1    | 7    |
| 1993 | 500 cm³ | Marlboro Yamaha     | Yamaha YZR500 | AUS 8   | MAL NC  | JPN DNF | ESP 5   | AUT 5  | GER 8   | NED 7   | EUR 15  | RSM 5   | GBR 1   | CZE 2   | ITA 1  | USA 3   | FIM DNF |         |       | 145    | 5    | 2    |
| 1994 | 500 cm³ | Marlboro Yamaha     | Yamaha YZR500 | AUS 2   | MAL 4   | JPN 4   | ESP DNF | AUT 22 | GER -   | NED 9   | ITA 2   | FRA 7   | GBR 3   | CZE 3   | USA 1  | ARG 6   | EUR 1   |         |       | 174    | 2    | 2    |
| 1995 | 500 cm³ | Marlboro Yamaha     | Yamaha YZR500 | AUS 4   | MAL DNF | JPN 4   | ESP 2   | GER 2  | ITA 12  | NED 7   | FRA 2   | GBR 5   | CZE 1   | BRA 1   | ARG 3  | EUR DNF |         |         |       | 176    | 3    | 2    |
| 1996 | 500 cm³ | Kanemoto Honda      | Honda NSR500  | MAL 1   | INA 6   | JPN DNF | ESP 2   | ITA 3  | FRA 6   | NED DNF | GER 1   | GBR 9   | AUT 4   | CZE DNF | IMO 6  | CAT 4   | BRA 6   | AUS 7   |       | 168    | 3    | 2    |
| 1997 | 500 cm³ | Promotor Yamaha     | Yamaha YZR500 | MAL 4   | JPN 11  | ESP 11  |         |        |         |         |         |         |         |         |        |         |         |         |       | 129    | 6    | 0    |
| 1997 | 500 cm³ | WCM Yamaha          | Yamaha YZR500 |         |         |         | ITA 2   | AUT 3  | FRA DNF | NED DNF | IMO 6   | GER DNF | BRA 3   | GBR 5   | CZE 2  | CAT 4   | INA DNF | AUS DNF |       | 129    | 6    | 0    |
| 1998 | 500 cm³ | Rainey Yamaha       | Yamaha YZR500 | JPN -   | MAL -   | ESP -   | ITA -   | FRA 6  | MAD DNF |         |         |         |         |         |        |         |         |         |       | 10     | 23   | 0    |
| 1998 | 500 cm³ | Suzuki              | Suzuki RGV500 |         |         |         |         |        |         | NED DNF | GBR -   | GER -   | CZE -   | IMO -   | CAT -  | AUS -   |         |         |       | 10     | 23   | 0    |
| 1998 | 500 cm³ | MuZ-Weber           | MuZ 500       |         |         |         |         |        |         |         |         |         |         |         |        |         | ARG DNF |         |       | 10     | 23   | 0    |
| 1999 | 500 cm³ | MuZ-Weber           | MuZ 500       | MAL DNF | JPN -   | ESP 8   | FRA DNF | ITA 10 | CAT DNF | NED DNS | GBR -   | GER DNF | CZE DNF | IMO -   | VAL -  | AUS -   | RSA -   | BRA -   | ARG - | 14     | 20   | 0    |
| 2000 | 500 cm³ | Roberts Modenas     | KR3           | RSA -   | MAL -   | JPN -   | ESP -   | FRA -  | ITA -   | CAT -   | NED -   | GBR -   | GER 14  | CZE 15  | POR -  | VAL -   | BRA -   | PAC -   | AUS - | 3      | 27   | 0    |